# Newton County (Missouri)
Das Newton County ist ein County im US-amerikanischen Bundesstaat Missouri. Im Jahr 2020 hatte das County 58.648 Einwohner und eine Bevölkerungsdichte von 36,2 Einwohnern pro Quadratkilometer. Der Verwaltungssitz (County Seat) ist Neosho, das nach dem indianischen Ausdruck für klares, kaltes Wasser benannt wurde.

## Geografie

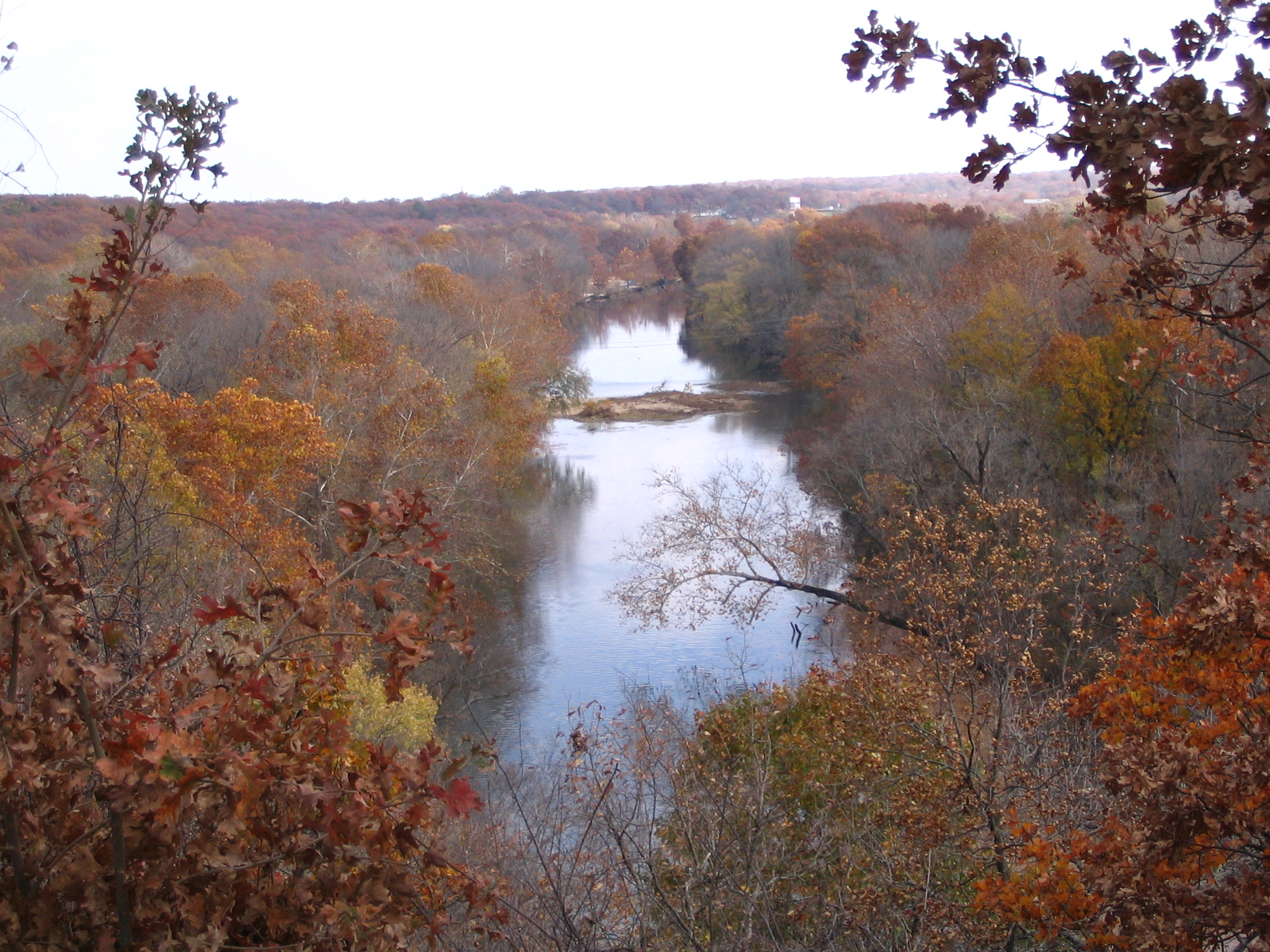
Der Shoal Creek im Newton County

Das County liegt fast im äußersten Südwesten von Missouri in den Ozarks und grenzt im Westen an Oklahoma sowie Kansas; im Süden ist Arkansas etwa 35 km entfernt.
Es hat eine Fläche von 1623 Quadratkilometern, wovon 1 Quadratkilometer Wasserfläche ist.
Das Newton County wird von Südosten nach Nordwesten vom Shoal Creek durchflossen.
An das Newton County grenzen folgende Nachbarcountys:
| Cherokee County (Kansas) | Jasper County   | Lawrence County |
| Ottawa County (Oklahoma) |                 |                 |
|                          | McDonald County | Barry County    |

## Geschichte
Das Newton County wurde 1838 gebildet. Benannt wurde es nach John Newton (1755–1780), einem Helden und Offizier im Amerikanischen Unabhängigkeitskrieg.
Im County liegt ein National Monument, das George Washington Carver National Monument. Zwölf Bauwerke und Stätten des Countys sind insgesamt im National Register of Historic Places eingetragen (Stand 3. Februar 2018).

## Demografische Daten
Nach der Volkszählung im Jahr 2010 lebten im Newton County 58.114 Menschen in 21.618 Haushalten. Die Bevölkerungsdichte betrug 35,8 Einwohner pro Quadratkilometer. In den 21.618 Haushalten lebten statistisch je 2,63 Personen.
Ethnisch betrachtet setzte sich die Bevölkerung zusammen aus 91,3 Prozent Weißen, 1,0 Prozent Afroamerikanern, 2,3 Prozent amerikanischen Ureinwohnern, 1,5 Prozent Asiaten sowie aus anderen ethnischen Gruppen; 2,9 Prozent stammten von zwei oder mehr Ethnien ab. Unabhängig von der ethnischen Zugehörigkeit waren 4,7 Prozent der Bevölkerung spanischer oder lateinamerikanischer Abstammung.
25,2 Prozent der Bevölkerung waren unter 18 Jahre alt, 59,4 Prozent waren zwischen 18 und 64 und 15,4 Prozent waren 65 Jahre oder älter. 50,5 Prozent der Bevölkerung war weiblich.

Das jährliche Durchschnittseinkommen eines Haushalts lag bei 41.163 USD. Das Pro-Kopf-Einkommen betrug 20.832 USD. 16,3 Prozent der Einwohner lebten unterhalb der Armutsgrenze.

## Ortschaften im Newton County
| - Diamond - Fairview - Granby | - Joplin1 - Neosho - Seneca |

Villages
| - Cliff Village - Dennis Acres - Grand Falls Plaza - Leawood | - Loma Linda - Newtonia - Redings Mill - Ritchey | - Shoal Creek Drive - Shoal Creek Estates - Silver Creek - Saginaw | - Stark City - Stella - Wentworth |

Unincorporated Communities
| - Aroma - Belfast - Berwick - Boulder City - Christopher - Dessa | - Fredville - Gateway Drive - Hornet - Jolly - McElhany - Midway | - Monark Springs - Pepsin - Racine - Spring City - Spurgeon - Sunnyvale | - Sweetwater - Tipton Ford - Wanda - Westview |

1 überwiegend im Jasper County

## Gliederung
Das Newton County ist in 14 Townships eingeteilt:
| Township           | Einwohner (2010) | FIPS     |
| ------------------ | ---------------- | -------- |
| Benton Township    | 681              | 29-04744 |
| Berwick Township   | 378              | 29-05032 |
| Buffalo Township   | 2149             | 29-09586 |
| Dayton Township    | 1605             | 29-18622 |
| Five Mile Township | 4073             | 29-24346 |
| Franklin Township  | 1795             | 29-25696 |
| Granby Township    | 4595             | 29-28126 |

| Township             | Einwohner (2010) | FIPS     |
| -------------------- | ---------------- | -------- |
| Marion Township      | 3787             | 29-46118 |
| Neosho Township      | 18.039           | 29-51590 |
| Newtonia Township    | 788              | 29-52310 |
| Seneca Township      | 3474             | 29-66692 |
| Shoal Creek Township | 12.829           | 29-67610 |
| Van Buren Township   | 1374             | 29-75616 |
| West Benton Township | 2547             | 29-78568 |